# Euxoa permixta
Euxoa permixta är en fjärilsart som beskrevs av Mcdunnough 1940. Euxoa permixta ingår i släktet Euxoa och familjen nattflyn. Inga underarter finns listade i Catalogue of Life.